# Malý Chlumec

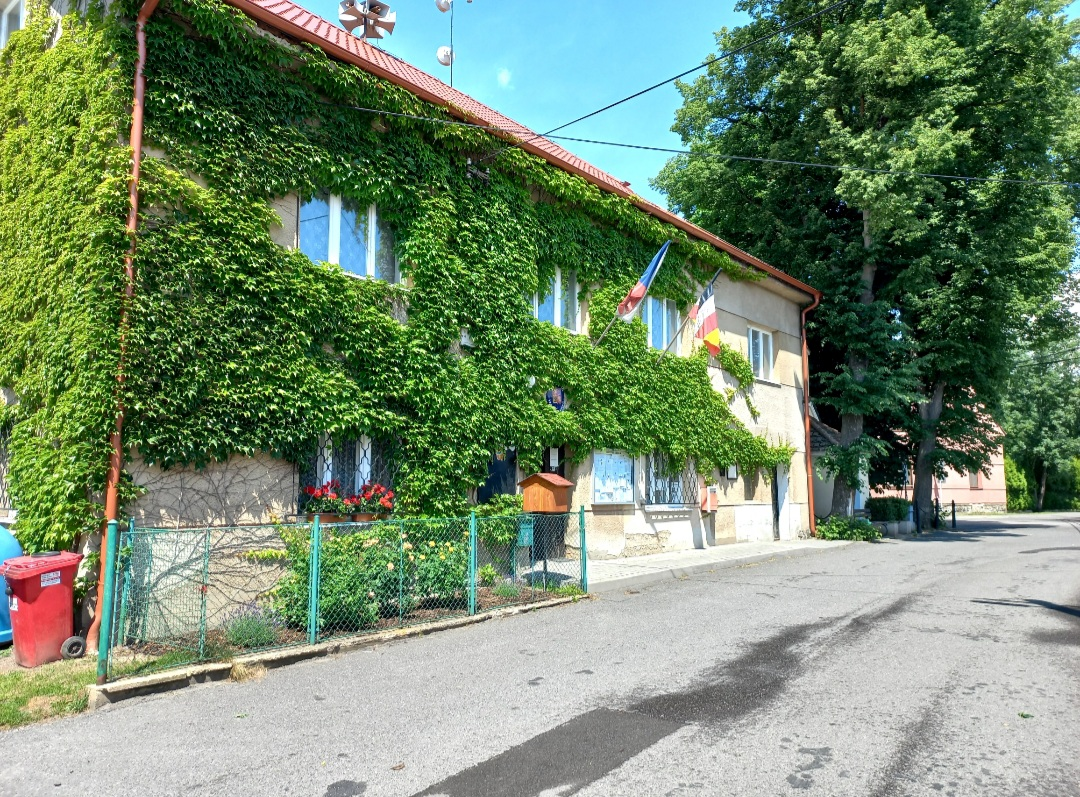
Obecní úřad na návsi v Malém Chlumci

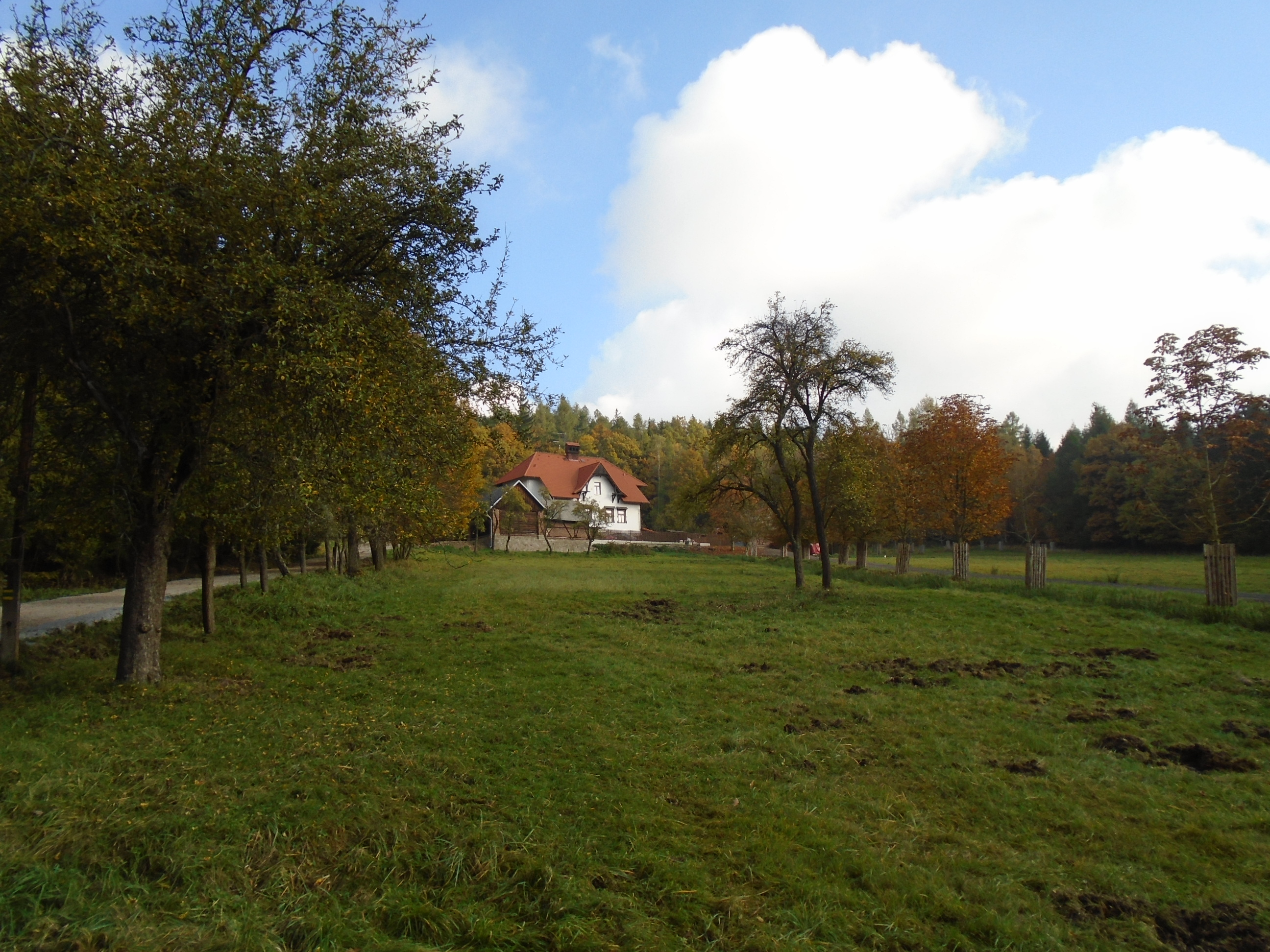
Hájovna Jelení Palouka nad obcí

Malý Chlumec (též neoficiálně Žižkov), je vesnice, část obce Velký Chlumec v okrese Beroun ve Středočeském kraji. Nachází se asi 1,2 kilometru jihozápadně od Velkého Chlumce. Na východ od vesnice leží rybník Loužek na Chlumeckém potoce, na jihu obchází vesnici silnice II/119.

## Historie
První písemná zmínka o vesnici pochází z roku 1379. Zmiňuje však starší obec Velký Chlumec severně od Malého Chlumce. Název obce Chlumec vychází ze staročeského slova Chlum, tedy táhlý, zalesněný kopec.
Majitelé obce se v průběhu let velmi často měnili. Obec byla např. v majetku benediktinského kláštera Ostrov u Davle, rodu Kauniců, Vratislavů z Mitrovic, nebo orlické větve rodu Schwarzenbergů.
Podle pověstí v obci rozbil svůj tábor Jan Žižka, když se vracel z jeho vojsky vypleněné Dobříše. Tábořil údajně v lokalitě dnešní hospody Na Žižkově. Ještě v první polovině 20. století tam prý místní běžně nacházeli různé podkovy a další železné předměty.
Dnešní Malý Chlumec vznikl na začátku 18. století jižně od původního Chlumce. Koncem 18. století byla na návsi vybudována kaple svatého Jana Nepomuckého. Zajímavostí této kaple (a stejné kaple ve Velkém Chlumci) je malá předsíňka.
V obci Velký Chlumec (dohromady s Malým Chlumcem) byly v roce 1932 evidovány tyto živnosti a obchody: 3 hostince, krejčí, kovář, výroba lihovin, obuvník, 3 pokrývači, 5 rolníků, 4 obchody se smíšeným zbožím, 3 trafiky, truhlář. Obě obce měly tehdy dohromady 648 obyvatel.
Na začátku šedesátých let 20. století byl v rámci Akce Z vybudován uprostřed návsi vedle kapličky dnešní obecní úřad s kinosálem. Úřad do té doby sídlil ve starší budově ve Velkém Chlumci.
V průběhu osmdesátých let byla zrušena slepičárna na severozápadě obce a na jejím místě byly vybudovány nové rodinné domy, nazývané „sídliště“. Výstavba nových rodinných domů pokračovala po roce 2000.
Počátkem devadesátých let došlo ke zrušení kina a adaptaci kinosálu na kulturní sál. V přízemí budovy obecního úřadu v této době vznikl obchod se Smíšeným zbožím, který se do té doby nacházel v nárožním domě čp. 61. Po roce 2000 byla uzavřena hospoda U Mezků.
Roku 2004 byla slavnostně otevřena rozhledna Studený vrch nad obcí, která původně sloužila jako triangulační věž a byla postavena roku 1941.
V posledních letech v obci proběhla rekonstrukce obecních cest či sportovního areálu v "Habřinkách".

## Současnost
V současnosti je obec součástí Velkého Chlumce, sídlí zde však obecní úřad, obchod se smíšeným zbožím i hospoda. Obě propojené obce mají dohromady Sbor dobrovolných hasičů a místní knihovnu. Ze spolků je zde provozován fotbalový klub, klub házenkářů Albion a Albixon či cyklistický spolek Vlastizdar. K dispozici je i poměrně dobře vybavený sportovní areál s fotbalovým, tenisovým a dětským hřištěm v Habřinkách a multifunkční hřiště ve východní části obce. Obec vydává svůj vlastní časopis – Chlumečák.
Na východě obce se rozprostírá poměrně velká chatová osada Muchov.
Obec v současnosti připravuje provedení několika vrtů na vodu či vodní nádrž.
V Malém i Velkém Chlumci má v budoucnu vyrůst několik desítek rodinných domů, chystá se rovněž výstavba obecního multifunkčního domu.

## Obyvatelstvo
| Rok            | 1869 | 1880 | 1890 | 1900 | 1910 | 1921 | 1930 | 1950 | 1961 | 1970 | 1980 | 1991 | 2001 | 2011 | 2021 |
| -------------- | ---- | ---- | ---- | ---- | ---- | ---- | ---- | ---- | ---- | ---- | ---- | ---- | ---- | ---- | ---- |
| Počet obyvatel | 301  | 325  | 254  | 311  | 286  | 242  | 218  | 253  | 242  | 215  | 182  | 157  | 171  | 195  | 208  |
| Počet domů     | 48   | 50   | 49   | 50   | 51   | 52   | 55   | 74   | 74   | 64   | 58   | 78   | 93   | 100  | 102  |

## Obecní správa
Při sčítání lidu v letech 1850–1985 byl Malý Chlumec osadou obce Velký Chlumec, se kterým patřil nejprve do okresu Hořovice, od roku 1960 do okresu Beroun. Od 1. ledna 1986 do 23. listopadu 1990 byl částí města Hostomice v okrese Beroun. Od 24. listopadu 1990 je opět částí obce Velký Chlumec v okrese Beroun.

## Turistický ruch
Obec se nachází v turisticky zajímavé oblasti Brd. V relativní blízkosti obce se nachází CHKO Brdy, přímo nad obcí pak Přírodní rezervace Hradec, Hřebeny a Studený vrch. Ves je známá zejména díky rozhledně Studený vrch na stejnojmenném kopci. Původně se jednalo o triangulační věž z roku 1940. Na začátku 3. tisíciletí byla opuštěná věž adaptována na rozhlednu. Součástí rozhledny je i malé občerstvení. Věž je otevřena o víkendech a svátcích a vstup na ní je zdarma. Cesta na rozhlednu z Malého Chlumce míjí větší skálu s křížkem na vrcholu. Nazývá se Kočičí skála.
Území Malého Chlumce navazuje na Krajinně památkovou zónu Osovsko, unikátní částečně zachovanou barokní krajinu, od roku 1996 státem chráněnou. Centrem celé oblasti je pozdně barokní zámek v Osově.
V okolí obce se nachází rovněž pravěké hradiště Hradec, pravděpodobně z doby bronzové či halštatské. Hradiště zde připomínal val, ten byl však rozebrán v průběhu 19. století. Dosud zde neproběhl žádný archeologický výzkum.
Na vrchu Stožec se nachází bývalá protiletadlová základna lidově zvaná Klondajk. Vybudovaná byla v letech 1981–1985. Po roce 2001 byla opuštěna, začala chátrat a stala se oblíbeným cílem senzacechtivých turistů. Od roku 2012 je zde vědeckotechnický park – Centrum aplikovaného výzkumu Dobříš (CAVD).
Okolím obce prochází naučná stezka Dobří(š) v poznání, přímo obcí pak naučná stezska Podbrdský čtyřlístek polních stezek.

V jihovýchodní části obce se nachází koupaliště Loužek, v roce 2022 částečně revitalizované. 

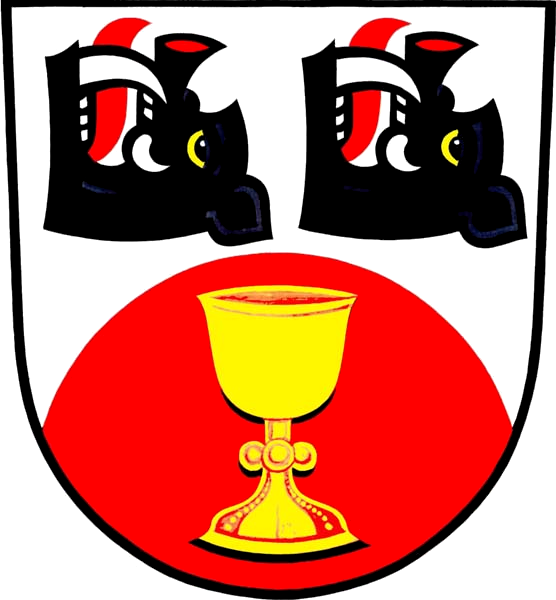
Znak Malého Chlumce

## Služby
Základem zdejší občanské vybavenosti je obecní úřad, obchod se smíšeným zbožím a hospoda Hasičárna na Žižkově. V obci vyrábí své zboží několik živnostníků (např. Truhlářství Jarý). Obec provozuje sběrnu odpadu a bioodpadu v lokalitě "Hlinovka". V majetku obce je sportovní areál "Habřinky" a multifunkční hřiště přímo v obci, dále pak dvě dětská hřiště. Na autobusové zastávce v obci zastavuje několik autobusových linek ve směru na Dobříš, Osov, Řevnice a Hořovice. Funguje zde i několik spolků.
Ve vesnici se koná velké množství kulturních akcí, např. Den matek, Den dětí, Čarodějnice, Obecní bál či Rozsvícení vánočního stromečku. Obec také pořádá různé zájezdy do divadel, na výstavy či do muzeí pro své občany i zájemce z okolí.

## Galerie

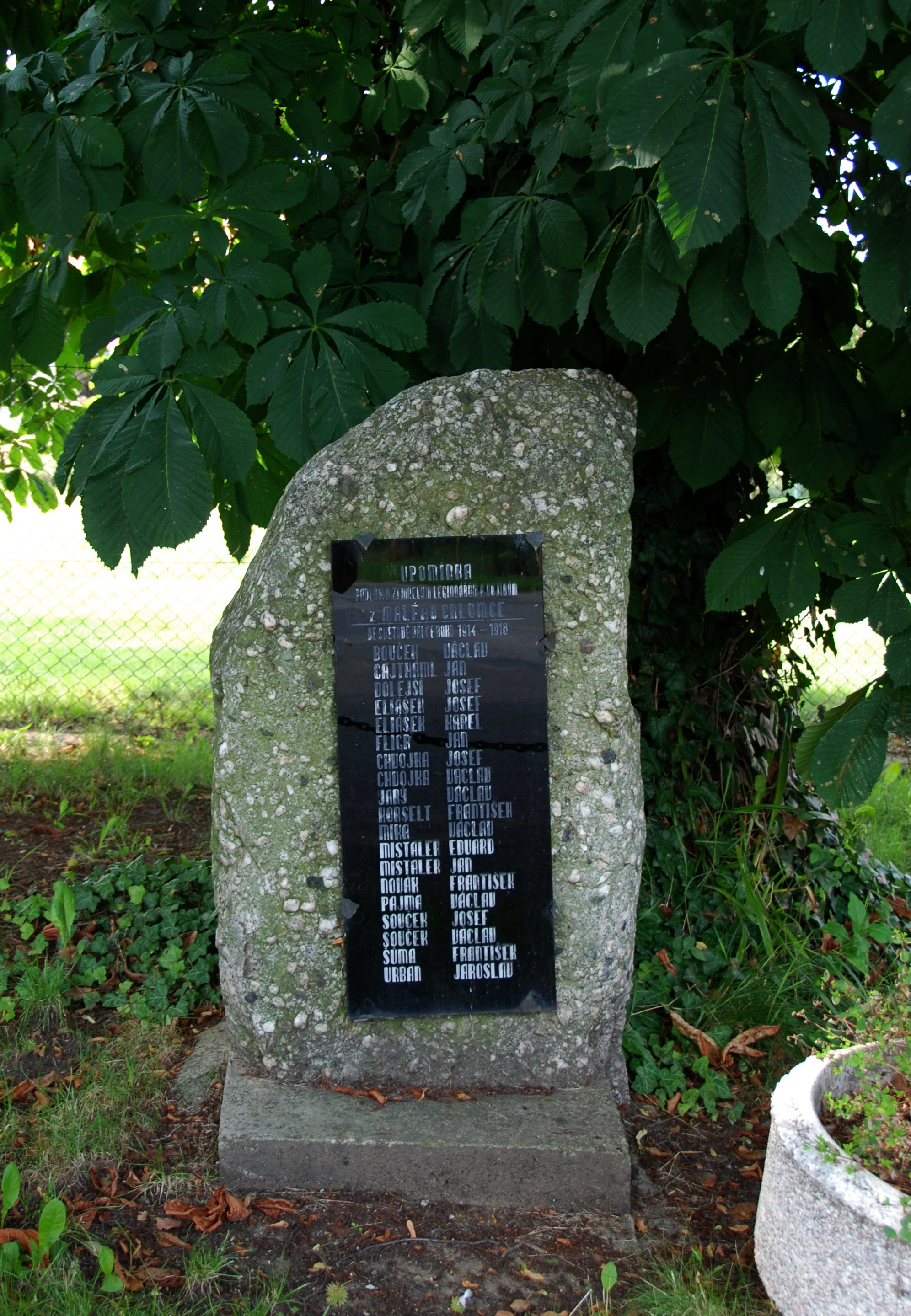
Památník padlých v první světové válce
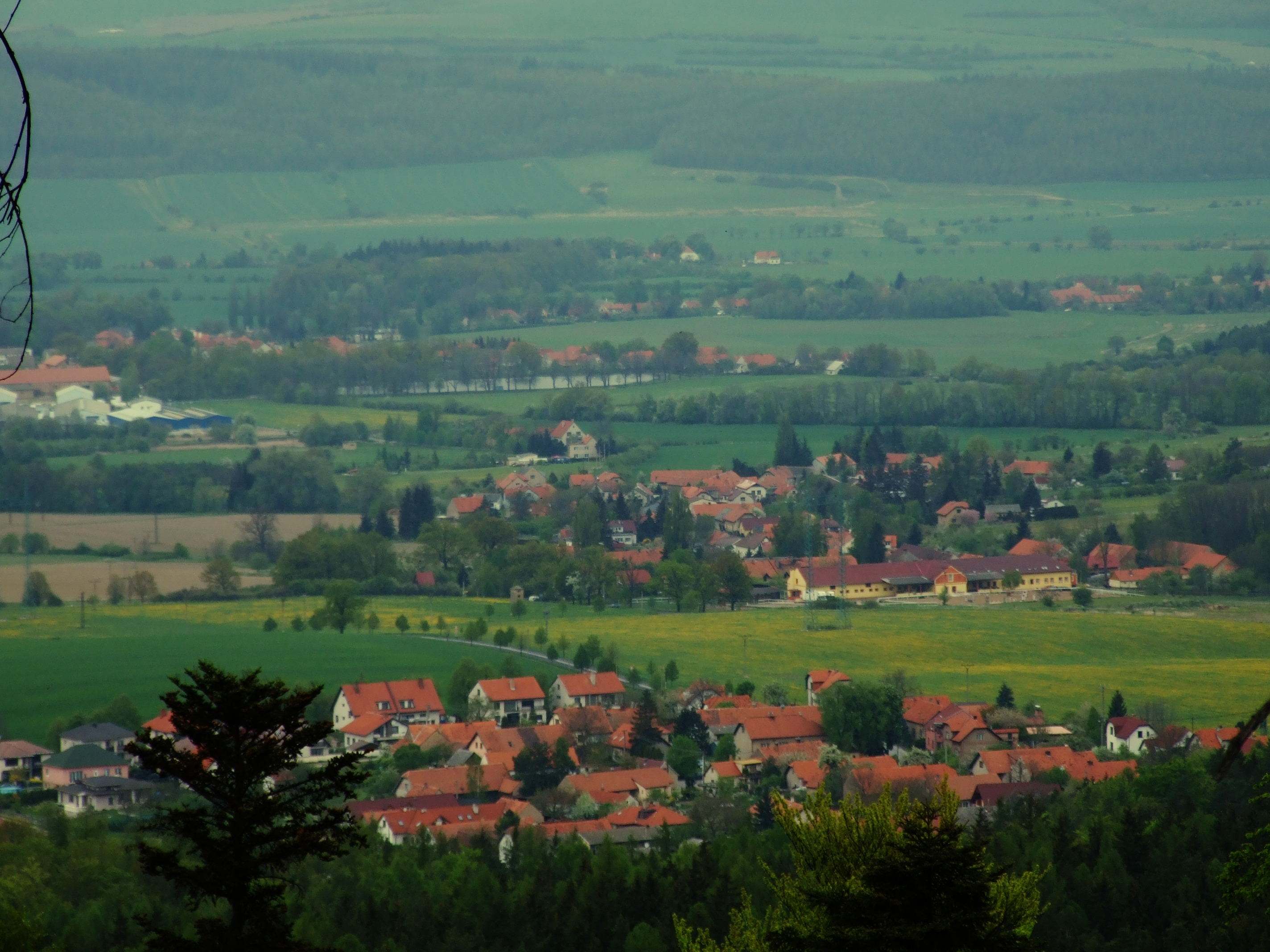
Výhled na obec z rozhledny Studený vrch
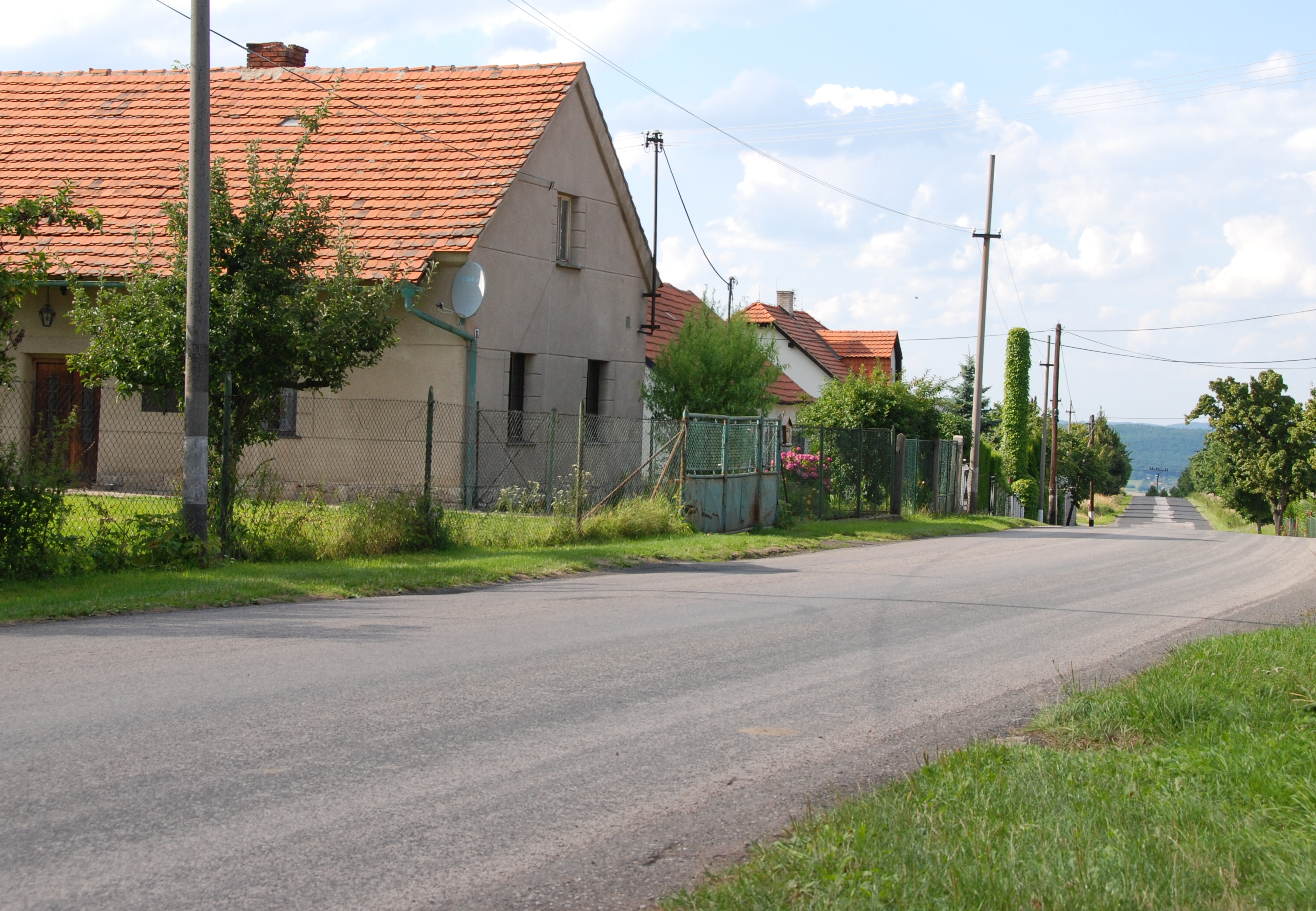
Ulice v Malém Chlumci
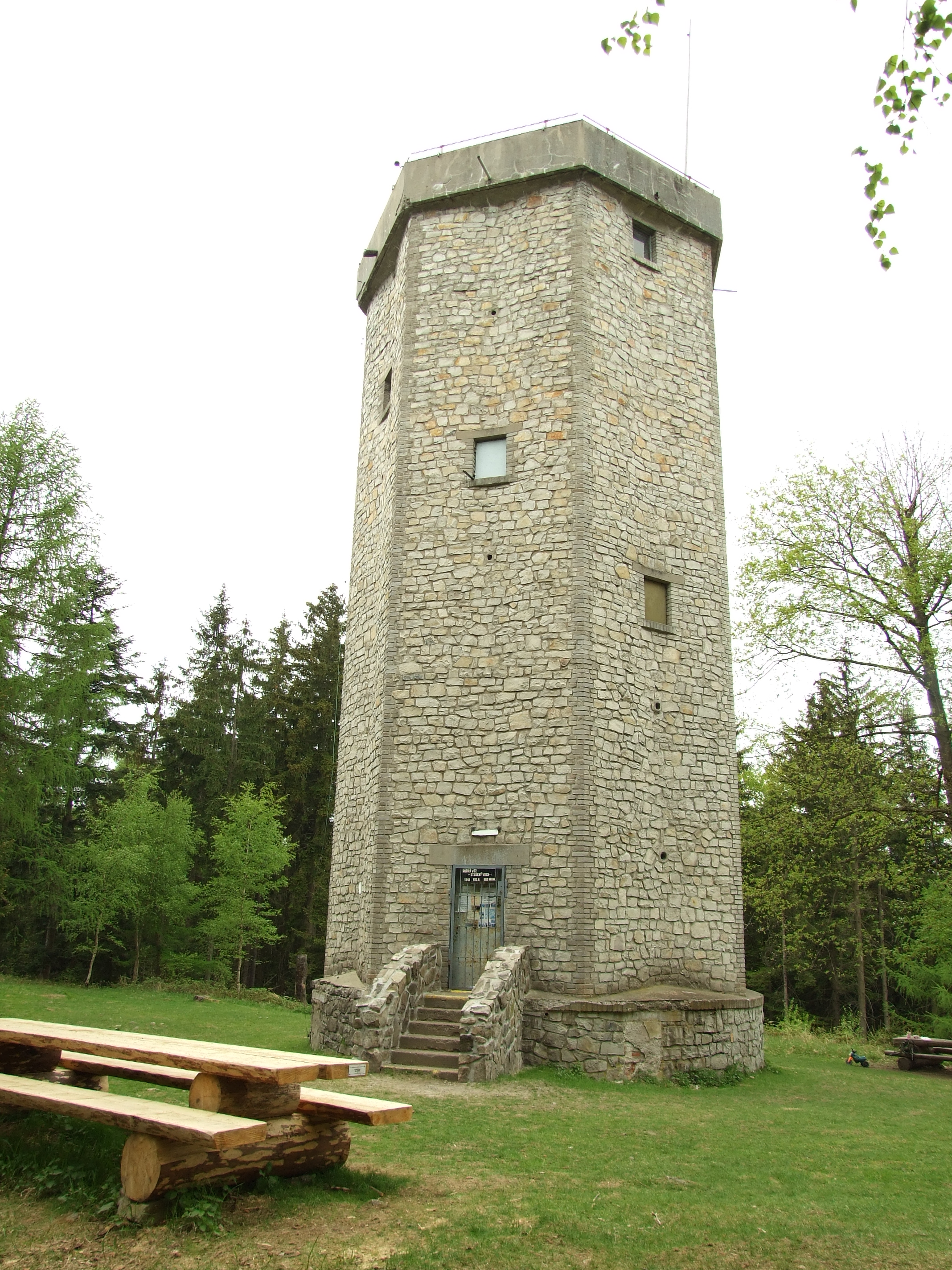
Rozhledna Studený vrch nad obcí
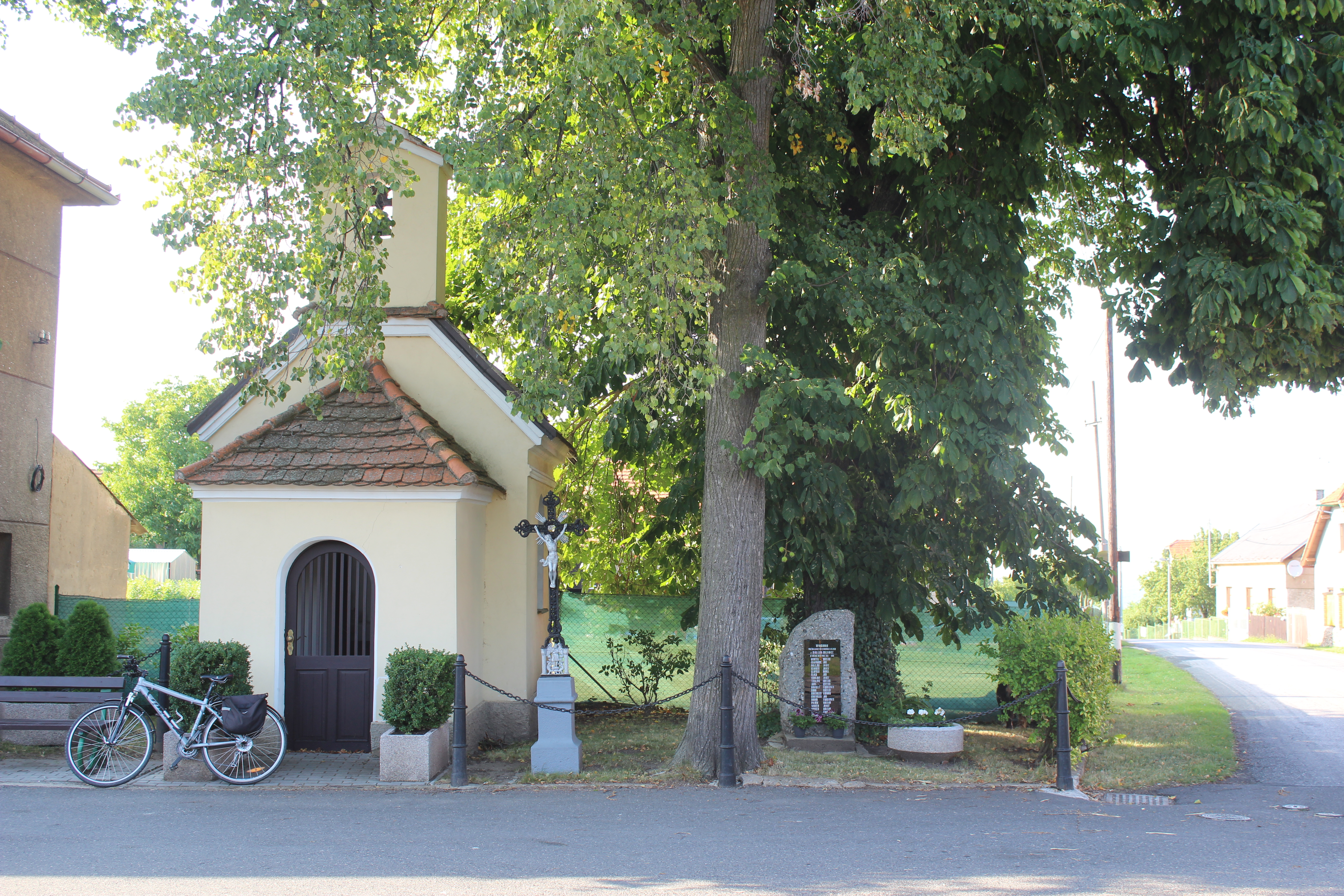
Kaplička svatého Jana Nepomuckého a pomník padlým v první světové válce
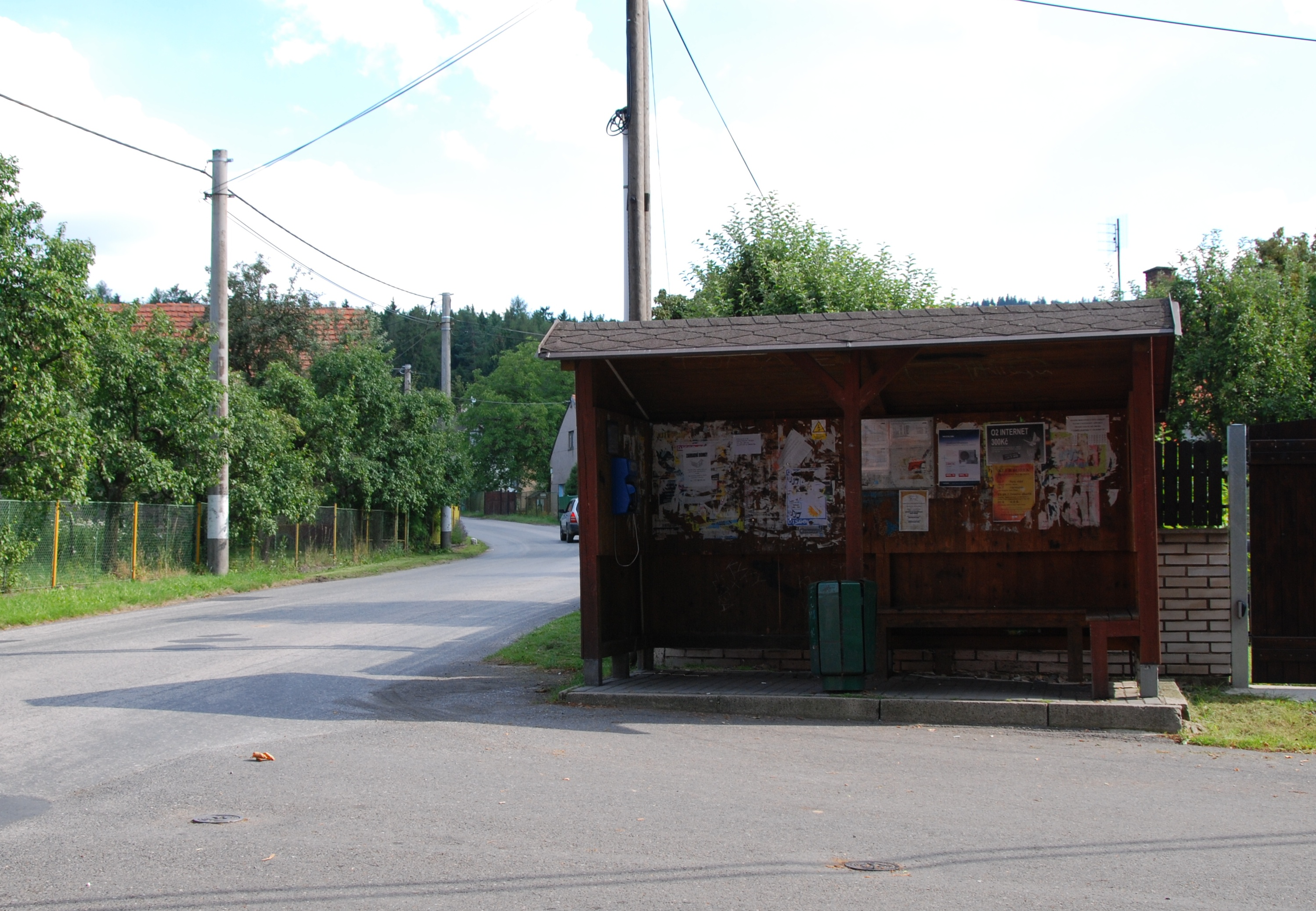
Autobusová zastávka
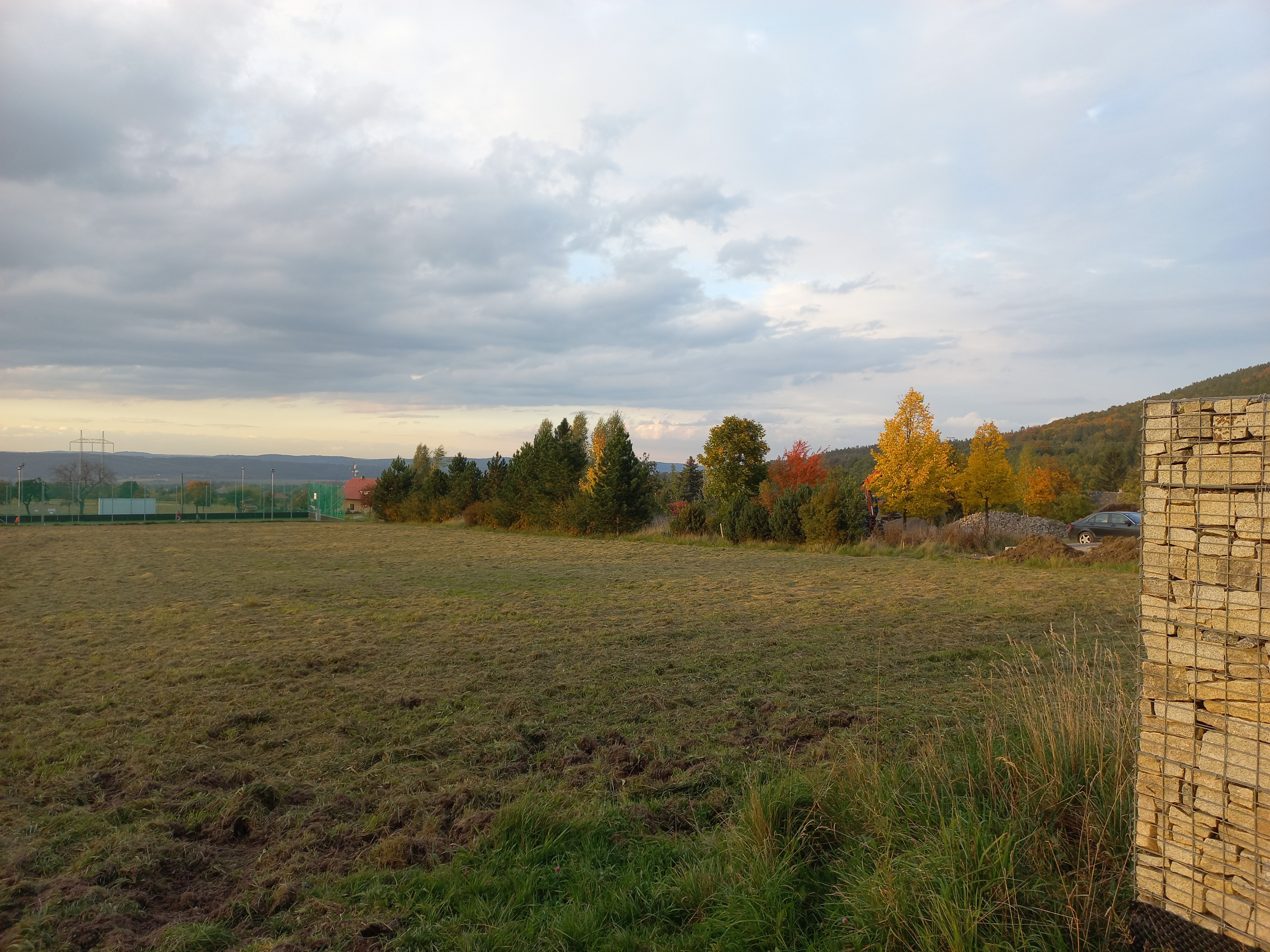
Malý Chlumec, pohled na multifunkční hřiště z jihovýchodní části obce
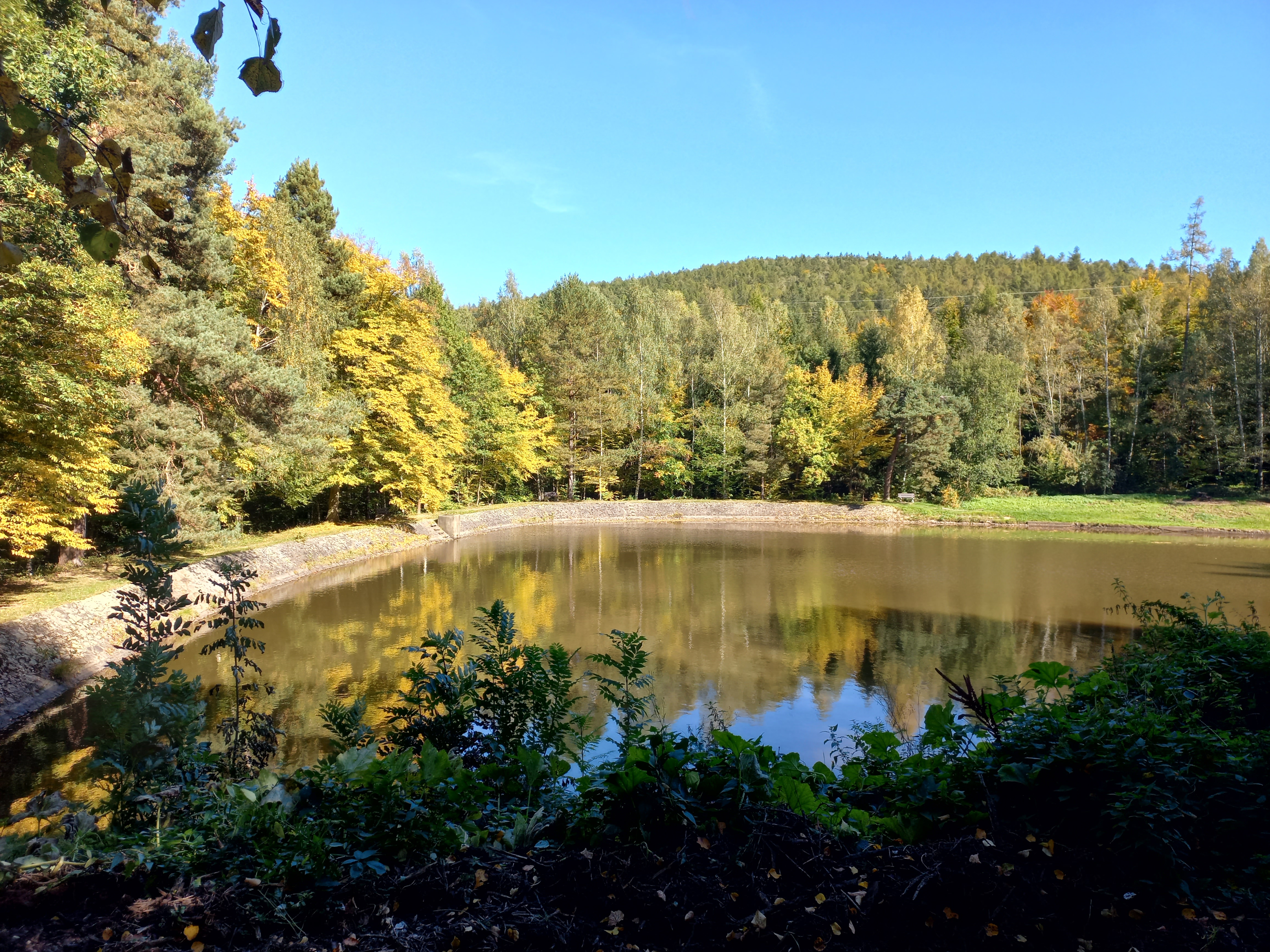
Rybník Loužek
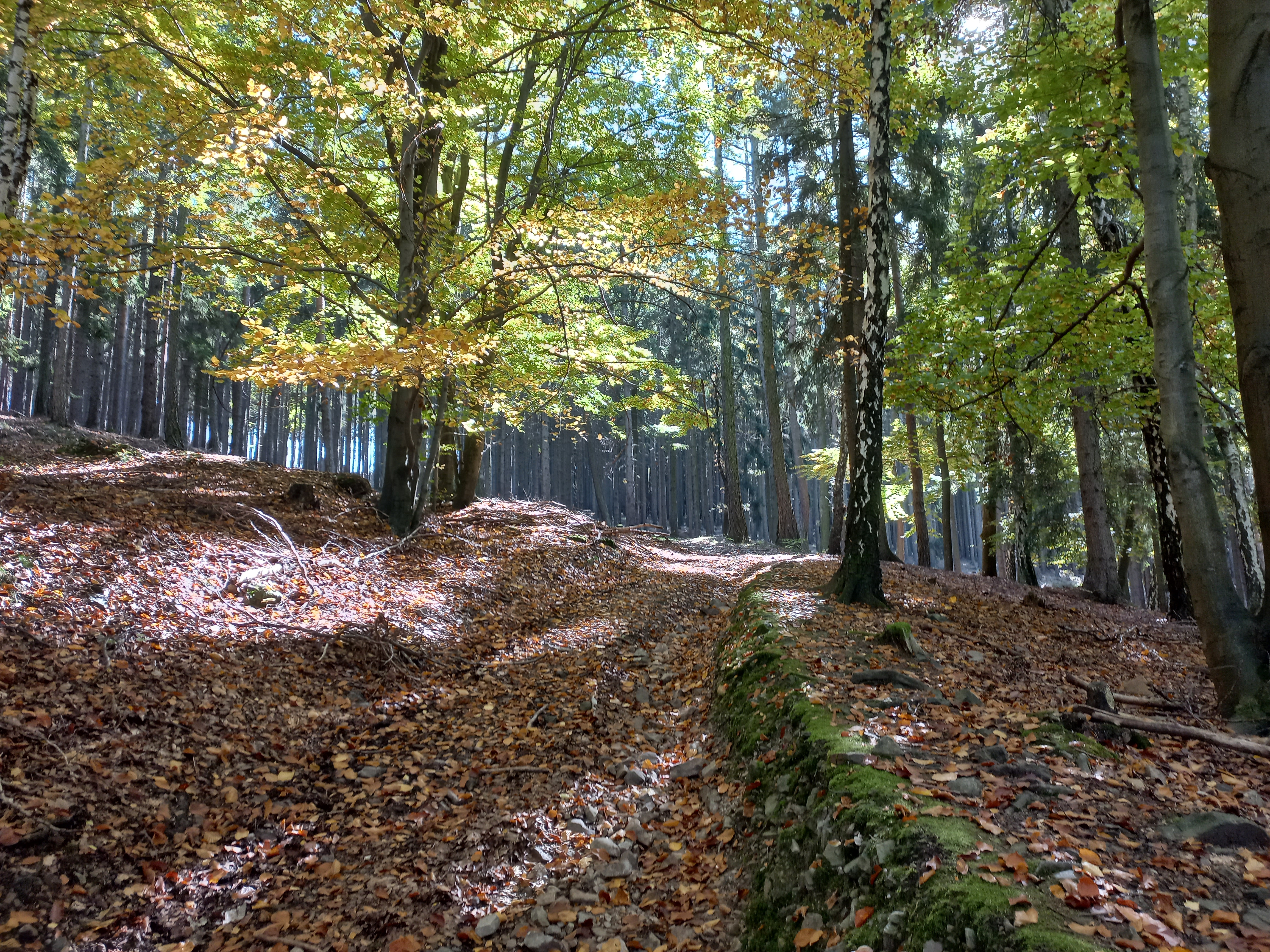
Les nad východní částí obce
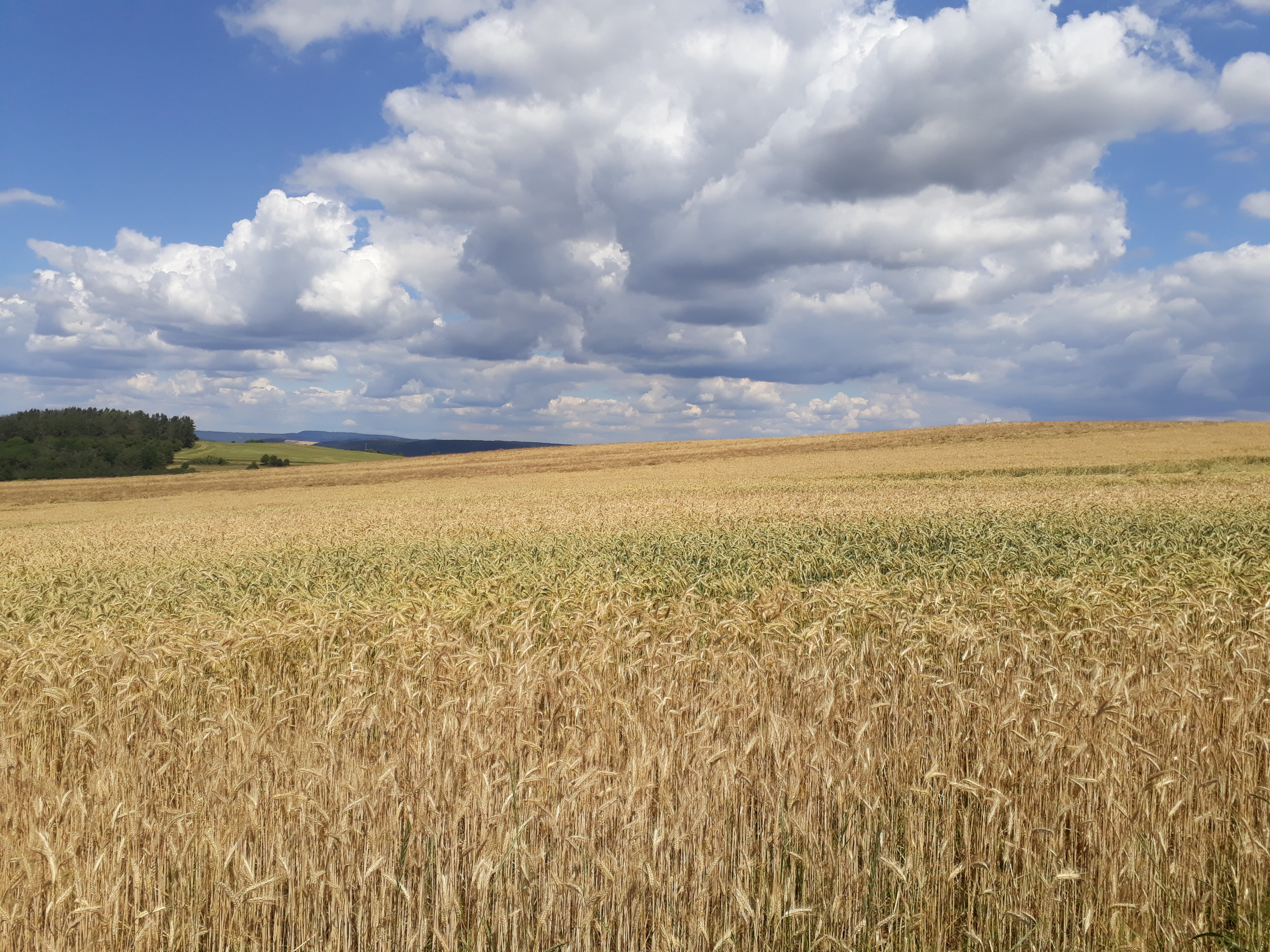
Pohled na vrch Šiberna ze severozápadního okraje obce
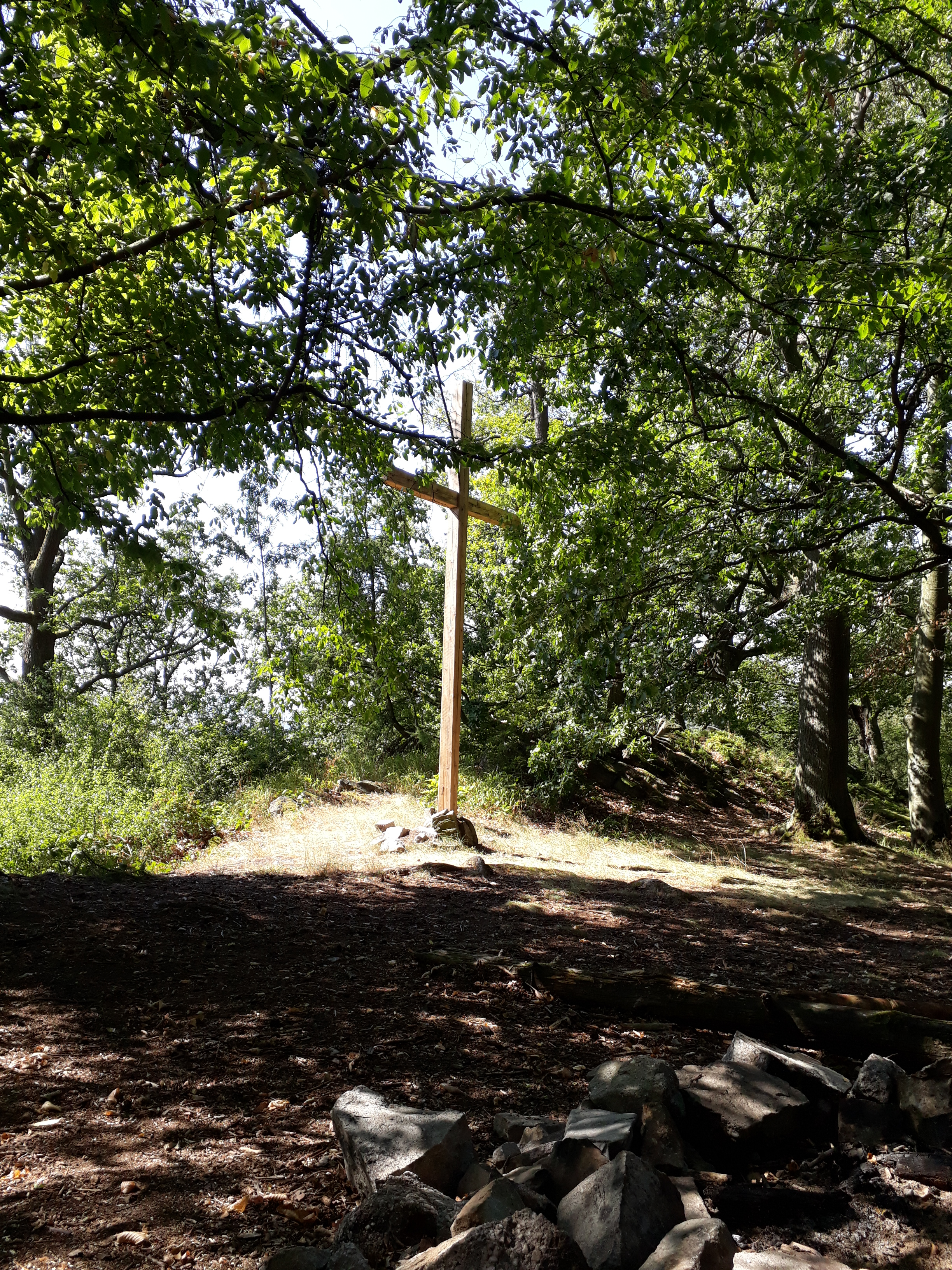
Vrch Hradec nad obcí s pozůstatky pravěkého hradiště